# عرفان نوروزی
عرفان نوروزی (زادهٔ ۲۱ تیر ۱۳۸۲ در آمل، مازندران) بازیکن والیبال اهل ایران است. او در حال حاضر کاپیتان تیم ملی والیبال جوانان ایران است و در پست دفاع وسط فعالیت می‌کند. نوروزی که از ۱۳ سالگی فعالیت حرفه‌ی خود را در رشته والیبال آغاز کرد، بعد از ۴ سال فعالیت آماتور در این رشته و کسب موفقیت در رده سنی نوجوانان، توانست در سطح مسابقات شهرستان و استان به مقام قهرمانی برسد و افتخارآفرینی کند.
تیم والیبال هراز آمل با سرمربیگری بهروز عطایی، اولین تیم لیگ برتری عرفان نوروزی محسوب می‌شود. نوروزی در سال ۱۴۰۰ به اردوی تیم ملی والیبال نوجوانان ایران دعوت شد و همراه این تیم در مسابقات والیبال قهرمانی نوجوانان جهان شرکت کرد و مقام سوم رقابت‌ها را به‌دست آورد.
وی در سال ۱۴۰۱ به تیم ملی جوانان دعوت شد و توانست در قامت کاپیتان این تیم، مدال طلای مسابقات والیبال قهرمانی جوانان آسیا را به‌دست آورد و عنوان بهترین دفاع وسط آسیا را هم از آن خود کرد. نوروزی در تازه‌ترین تجربه خود توانست همراه تیم ملی والیبال جوانان ایران به عنوان قهرمانی مسابقات والیبال جوانان جهان دست پیدا کند!

## افتخارات
- نایب‌قهرمانی در لیگ برتر والیبال ایران به همراه تیم هراز آمل
- مدال برنز مسابقات والیبال قهرمانی نوجوانان جهان (تهران ۲۰۲۱)
- مدال طلای مسابقات قهرمانی جوانان آسیا (رفاع ۲۰۲۲)
- مدال طلای مسابقات والیبال قهرمانی جوانان جهان (منامه ۲۰۲۳)